# Schmogrow-Fehrow
Schmogrow-Fehrow, niedersorbisch Smogorjow-Prjawoz, ist eine Gemeinde im Landkreis Spree-Neiße in Brandenburg. Sie wird vom Amt Burg (Spreewald) verwaltet, das seinen Sitz in der Gemeinde Burg (Spreewald) hat.

## Geographie

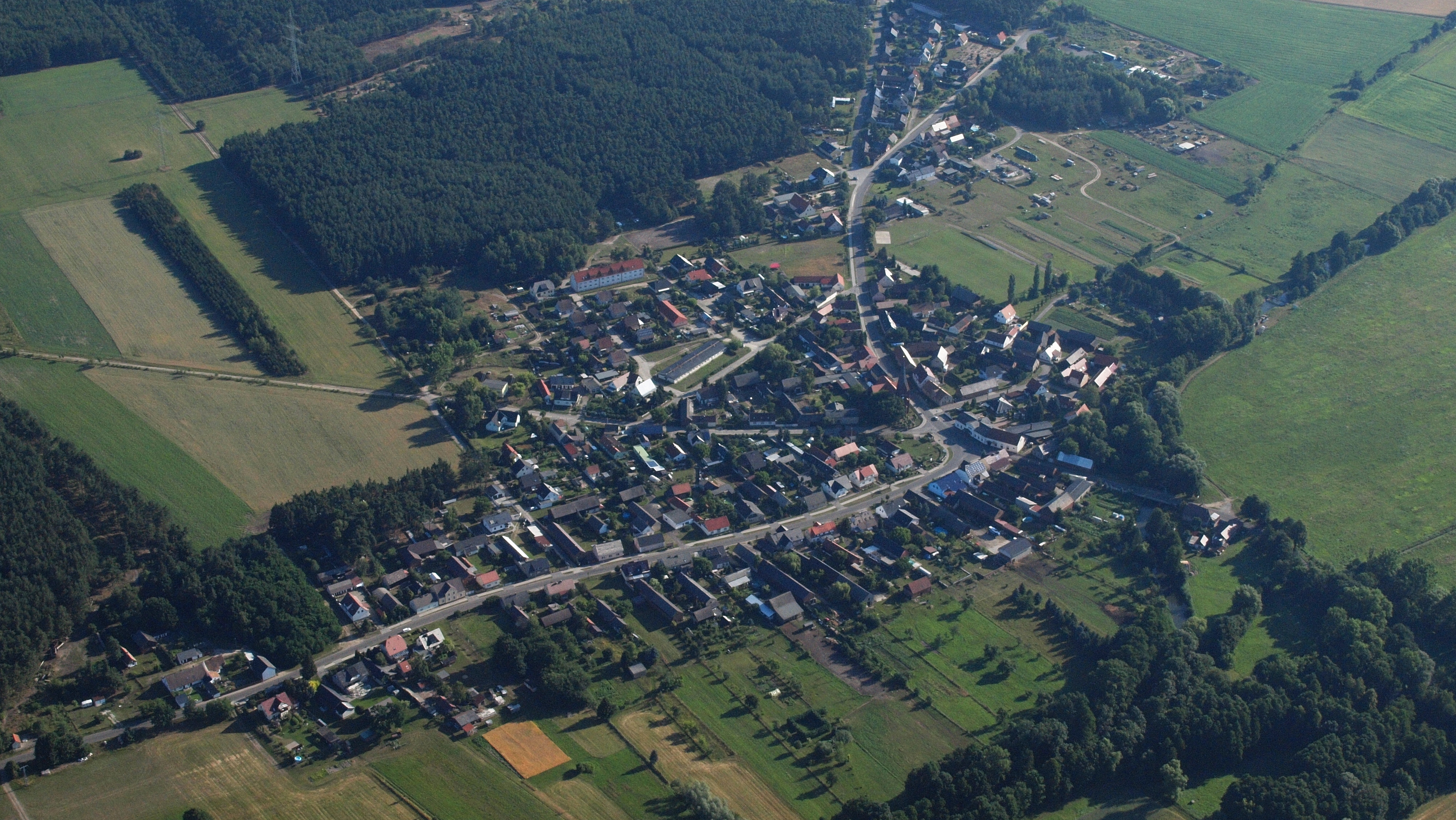
Ortsteil Fehrow, Luftaufnahme (2015)

Die Gemeinde liegt im Südosten des Landes Brandenburg in der Niederlausitz im angestammten Siedlungsgebiet der Sorben/Wenden. Etwa 700 Meter östlich von Fehrow vereinen sich die Malxe und der Hammergraben zum Großen Fließ, das den Ort am Südrand in Richtung Westen durchquert.

## Gemeindegliederung
Ortsteile sind Schmogrow (Smogorjow) mit dem bewohnten Gemeindeteil Saccasne (Zakaznja) und Fehrow (Prjawoz) mit dem Wohnplatz Kolonie (Górki).

## Geschichte
1362 wurde Fehrow in einer Urkunde erstmals erwähnt. Vom wendischen Begriff smogor für Torf rührt der Name Schmogrow her. Die Schreibweise des Ortes änderte sich im Laufe der Jahrhunderte mehrmals, 1400 Smogro, später Schmogero und Smogorow, ab 1652 Smogrow. Im Ortsteil Fehrow hatten 1995 noch 25,7 % der Bevölkerung Sorbischkenntnisse.
Schmogrow und Fehrow gehörten seit 1816 zum Kreis Cottbus in der preußischen Provinz Brandenburg und ab 1952 zum Kreis Cottbus-Land im DDR-Bezirk Cottbus. Seit 1993 liegen die Orte im brandenburgischen Landkreis Spree-Neiße.
Die Gemeinde Schmogrow-Fehrow entstand am 31. Dezember 2001 aus dem freiwilligen Zusammenschluss der bis dahin selbstständigen Gemeinden Schmogrow und Fehrow.

## Bevölkerungsentwicklung
| Jahr | Schmogrow1 | Fehrow |      | Jahr | Schmogrow-Fehrow |
| ---- | ---------- | ------ | ---- | ---- | ---------------- |
| 1875 | 720        | 402    | 2001 | 993  |                  |
| 1910 | 615        | 383    | 2005 | 983  |                  |
| 1939 | 608        | 362    | 2010 | 867  |                  |
| 1946 | 744        | 484    | 2015 | 813  |                  |
| 1950 | 651        | 478    | 2020 | 804  |                  |
| 1971 | 565        | 365    | 2021 | 803  |                  |
| 1990 | 474        | 410    | 2022 | 791  |                  |
| 1995 | 506        | 415    | 2023 | 800  |                  |
| 2000 | 548        | 434    | 2024 | 804  |                  |

Gebietsstand des jeweiligen Jahres, Einwohnerzahl: Stand 31. Dezember (ab 1991), ab 2011 auf Basis des Zensus 2011, ab 2022 auf Basis des Zensus 2022
 1 bis 1971 ohne das 1973 eingemeindete Saccasne

## Politik

### Gemeindevertretung
Die Gemeindevertretung von Schmogrow-Fehrow besteht aus 10 Gemeindevertretern und der ehrenamtlichen Bürgermeisterin. Die Kommunalwahl am 9. Juni 2024 führte bei einer Wahlbeteiligung von 81,6 % zu folgendem Ergebnis:
| Partei / Wählergruppe                        | Stimmenanteil | Sitze |
| -------------------------------------------- | ------------- | ----- |
| Wählergruppe Schmogrow-Fehrow                | 50,9 %        | 6     |
| Wählergruppe „Vorspreewald“ Fehrow-Schmogrow | 35,6 %        | 3     |
| CDU                                          | 13,5 %        | 1     |

### Bürgermeister
- 2003–2008: Ulrike Ketzmerick[9]
- 2008–2024: Joachim Emmrich (Wählergruppe „Vorspreewald“ Fehrow-Schmogrow)[10]
- seit 2024: Ira Frackmann (Wählergruppe Schmogrow-Fehrow)

Frackmann wurde in der Bürgermeisterwahl am 9. Juni 2024 ohne Gegenkandidat mit 75,7 % der gültigen Stimmen für eine Amtszeit von fünf Jahren gewählt.

## Sehenswürdigkeiten

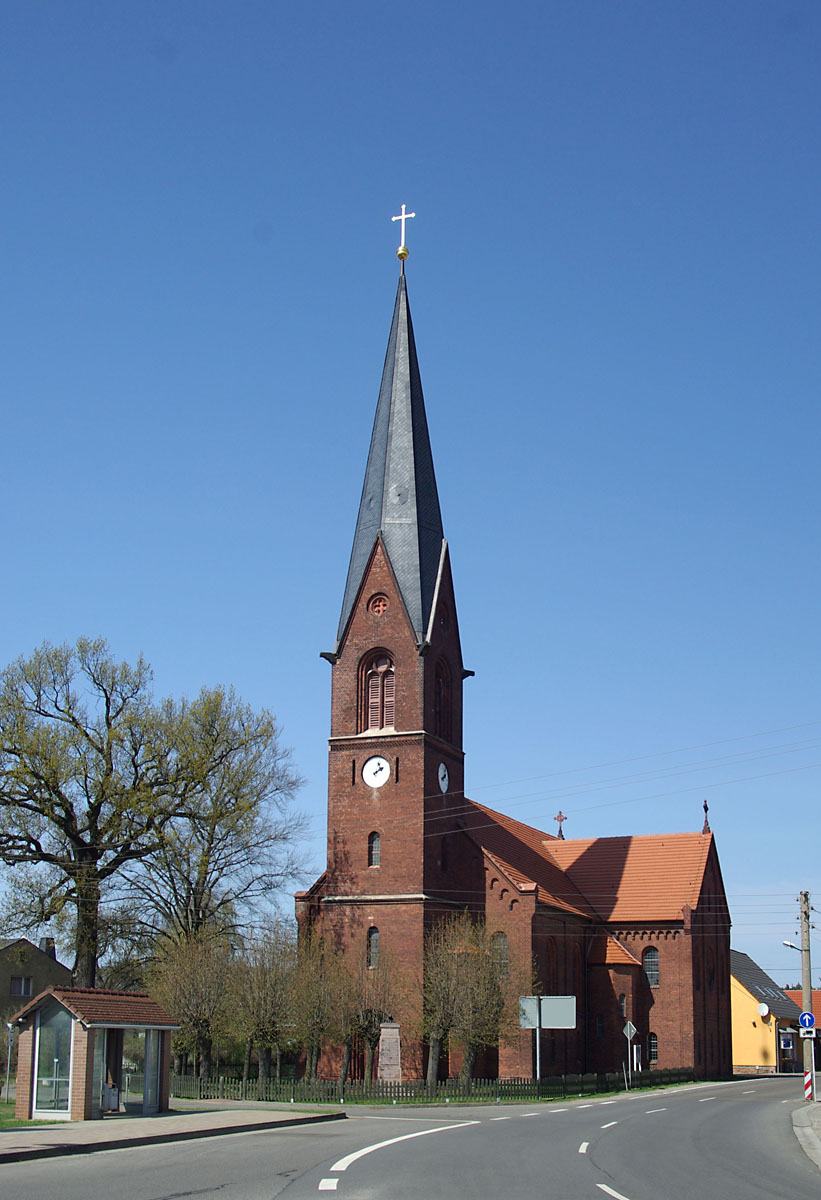
Dorfkirche Fehrow

In der Liste der Baudenkmale in Schmogrow-Fehrow stehen die in der Denkmalliste des Landes Brandenburgs eingetragenen Baudenkmale.

## Verkehr
Schmogrow-Fehrow liegt an den Landesstraßen L 50 zwischen Kolkwitz und Drachhausen sowie an der L 501 nach Burg (Spreewald).
Der Haltepunkt Schmogrow lag an der Schmalspurbahn Lübben–Straupitz–Cottbus, die 1970 stillgelegt wurde.

## Persönlichkeiten
- David Traugott Kopf (1788–1865), sorbischer Pädagoge, Lehrer in Fehrow
- Arthur Pech (1912–1980), Politiker (DBD), geboren in Schmogrow